# Logan (Virginia Occidental)
Logan es una ciudad ubicada en el condado de Logan en el estado estadounidense de Virginia Occidental. En el Censo de 2010 tenía una población de 1779 habitantes y una densidad poblacional de 556,17 personas por km².

## Geografía
Logan se encuentra ubicada en las coordenadas 37°51′7″N 81°59′17″O / 37.85194, -81.98806. Según la Oficina del Censo de los Estados Unidos, Logan tiene una superficie total de 3.2 km², de la cual 2.97 km² corresponden a tierra firme y (7.04%) 0.23 km² es agua.

## Demografía
Según el censo de 2010, había 1779 personas residiendo en Logan. La densidad de población era de 556,17 hab./km². De los 1779 habitantes, Logan estaba compuesto por el 91.57% blancos, el 5.23% eran afroamericanos, el 0.34% eran amerindios, el 0.73% eran asiáticos, el 0% eran isleños del Pacífico, el 0.17% eran de otras razas y el 1.97% pertenecían a dos o más razas. Del total de la población el 1.97% eran hispanos o latinos de cualquier raza.